# Марк Джонсон (боксер)
Марселус Джозеф Джонсон (англ. Marcellus Joseph Johnson; 13 серпня 1971) — американський професійний боксер, чемпіон світу за версією IBF (1996—1999) у найлегшій вазі і за версіями IBF (1999—2000) та WBO (2003—2004) у другій найлегшій вазі.

## Професіональна кар'єра
1990 року дебютував на профірингу.
1993 року завоював маловідомий титул чемпіона World Boxing Board у найлегшій вазі. Провів одинадцять вдалих захистів титулу.
4 травня 1996 року завоював вакантний титул чемпіона IBF у найлегшій вазі. Провів сім вдалих захистів титулу.
24 квітня 1999 року завоював вакантний титул чемпіона IBF у другій найлегшій вазі. Провів один вдалий захист, а наступний бій був визнаний таким, що не відбувся після того, як суперник не зміг продовжити бій у четвертому раунді після навмисного удару нижче пояса. На початку 2000-ого року Джонсон був позбавлений звання чемпіона через неактивність.
2001 року здобув дві перемоги поспіль, а в своєму третьому бою програв молодому Рафаелю Маркесу (Мексика) розділеним рішенням. В наступному бою 23 лютого 2002 року знов бився з Маркесом за вакантний титул чемпіона USBA у легшій вазі, але програв технічним нокаутом у восьмому раунді.
16 серпня 2003 року переміг рішенням більшості Фернандо Монтіеля (Мексика) і завоював вакантний титул чемпіона світу за версією WBO у другій найлегшій вазі. Втратив його 25 вересня 2004 року у другому захисті, програвши нокаутом Івану Ернандесу (Мексика).
25 лютого 2006 року програв нокаутом Джонні Гонсалесу (Мексика) і завершив кар'єру.